# 圣马丹迪塔特尔
圣马丹迪塔特尔（法語：Saint-Martin-du-Tartre，法語發音：[sɛ̃ maʁtɛ̃ dy taʁtʁ]）是法国索恩-卢瓦尔省的一个市镇，属于索恩河畔沙隆区。

## 地名
法语人名在日常人名译名以及《世界人名翻譯大辭典》、《法语姓名译名手册》等主流人名译名类书籍资料中多译作“马丁”，不过在《世界地名翻译大辞典》、《世界地名译名词典》和《法国地图册》等主流地名译名类书籍资料中多译作“马丹”。

## 地理
圣马丹迪塔特尔（46°38'21"N, 4°36'47"E）面积8.03 平方千米，位于法国勃艮第-弗朗什-孔泰大區索恩-卢瓦尔省，该省份为法国中部省份，北起顺时针与科多尔省、汝拉省、安省、罗讷省、卢瓦尔省、阿列省和涅夫勒省接壤。
与圣马丹迪塔特尔接壤的市镇（或旧市镇、城区）包括：热尔马尼、比西叙弗莱、屈勒莱罗什、热努伊、勒皮莱、圣莫里斯德尚、沃昂普雷。
圣马丹迪塔特尔的时区为UTC+01:00、UTC+02:00（夏令时）。

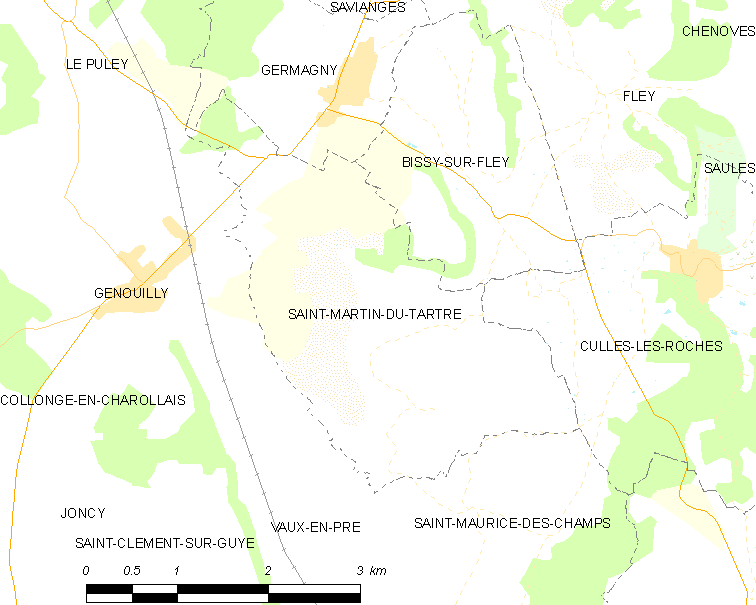
圣马丹迪塔特尔的OSM定位图

## 行政
圣马丹迪塔特尔的邮政编码为71460，INSEE市镇编码为71455。

## 政治
圣马丹迪塔特尔所属的省级选区为日夫里县。

## 人口

1962-2008年间圣马丹迪塔特尔人口变化图示

圣马丹迪塔特尔于2022年1月1日时的人口数量为150人。